# Буртасова, Анна Денисовна
Анна Денисовна Буртасова (род. 19 февраля 1987, Владимир) — канадская, ранее российская, шахматистка, гроссмейстер (2009) среди женщин.
Шахматами начала заниматься в 6 лет. Чемпионка России в возрасте до 16 лет. Окончила Владимирский государственный университет по специальности юриспруденция.
В 2018 году переехала в Канаду.
Нормы женского гроссмейстера: Харьков (2006), Харьков (2007), Харьков (2009).

## Изменения рейтинга
| Графики недоступны из-за технических проблем. См. информацию на Фабрикаторе и на mediawiki.org. |